# Raiulun (Malaka Timur)
Raiulun is een bestuurslaag in het regentschap Belu van de provincie Oost-Nusa Tenggara, Indonesië. Raiulun telt 812 inwoners (volkstelling 2010).